# Bert Ambrose
Pour les articles homonymes, voir Ambrose.
Bert Ambrose, aussi connu sous le nom d'Ambrose (de son vrai nom Benjamin Baruch Ambrose), est un violoniste et chef d'orchestre de jazz né à Varsovie le 15 septembre 1896 et décédé le 11 juin 1971 à Leeds.

## Biographie
Après un séjour à New York de 1912 à 1920, il s'installe définitivement à Londres pour une carrière européenne. Il connait son heure de gloire dans les années 1930, à la tête d'un orchestre de danse.

## Discographie
- 1929 : Mean To Me
- 1930 : Bye Bye Blues
- 1935 : Copenhagen
- 1937 : Cotton Pickers Congregation
- Notices d'autorité :   - VIAF
  - ISNI
  - BnF (données)
  - LCCN
  - GND
  - Belgique
  - Pays-Bas
  - Israël
  - WorldCat